# Prionoplax
Prionoplax is een geslacht van kreeftachtigen uit de klasse van de Malacostraca (hogere kreeftachtigen).

## Soorten
- Prionoplax atlantica Kendall in A. C. Adams & Kendall, 1891
- Prionoplax ciliata Smith, 1870
- Prionoplax spinicarpus H. Milne Edwards, 1852